# ATP Challenger West Palm
Der ATP Challenger West Palm (offiziell: West Palm Challenger) war ein Tennisturnier, das von 1985 bis 1986 jährlich in West Palm Beach, Florida, stattfand. Es gehörte zur ATP Challenger Tour und wurde im Freien auf Sand gespielt. John Ross ist mit zwei Titeln im Doppel einziger mehrfacher Sieger.

## Liste der Sieger

### Einzel
| Jahr | Sieger             | Finalgegner  | Ergebnis      |
| ---- | ------------------ | ------------ | ------------- |
| 1986 | Jay Berger         | Mark Buckley | 4:6, 6:4, 6:2 |
| 1985 | Martin Wostenholme | Jaime Yzaga  | 6:2, 1:6, 6:4 |

### Doppel
| Jahr | Sieger                        | Finalgegner                  | Ergebnis      |
| ---- | ----------------------------- | ---------------------------- | ------------- |
| 1986 | John Ross Derek Tarr (2)      | Ricky Brown Tim Siegel       | 4:6, 6:4, 6:4 |
| 1985 | Derek Tarr (1) Erik Van’t Hof | Leonardo Lavalle Jaime Yzaga | 6:2, 6:0      |